# L'Aventure de madame Muir
Pour plus de détails, voir Fiche technique et Distribution.
L'Aventure de Mme Muir (titre original : The Ghost and Mrs. Muir) est un film américain réalisé par Joseph L. Mankiewicz, sorti en 1947.

## Synopsis
Au début des années 1900 en Angleterre, une jeune veuve, Lucy Muir, étouffant à Londres auprès de sa belle-mère et de sa belle-sœur, décide de louer le cottage Les goélands dans la station balnéaire de Whitecliff (en), sur les bords de la Manche, dans le Dorset au sud de l’Angleterre. Elle s'y installe avec sa fille Anna et sa fidèle servante Martha. La maison est hantée et, dès le premier soir, elle assiste à l'apparition fantomatique de l'ancien propriétaire, un capitaine de la marine bougon et espiègle mais inoffensif du nom de Daniel Gregg. Ce dernier, mort en 1896, promet à contrecœur de ne se faire connaître que d'elle seule, Anna étant trop jeune pour comprendre les fantômes. Lucy connait rapidement des problèmes d'argent. Daniel lui propose alors de dicter ses mémoires, qu'elle publiera sous son nom. Au cours de l’écriture du livre, ils tombent amoureux. Tous deux réalisent que c'est une situation désespérée. Daniel l'incite à sortir, notamment dans le but de rencontrer un compagnon dans le monde des vivants.
Quand elle se rend chez l'éditeur à Londres, Lucy est courtisée par Miles Fairley, un auteur d'histoires pour enfants dont le surnom est « Oncle Neddy ». Ce dernier l'aide à obtenir un entretien et l'éditeur décide de publier le livre du capitaine. Fairley suit Lucy à Whitecliff et engage une cour assidue. Le capitaine Gregg, d'abord jaloux de leur relation, se décide enfin à disparaître pour ne plus être un obstacle à son bonheur. Pendant qu'elle dort, il lui suggère qu'elle seule a écrit le livre et que sa présence n'était que du domaine des rêves. Mais peu de temps après, lors d'une nouvelle visite à son éditeur, Lucy se rend au domicile de Fairley et découvre non seulement que Miles est déjà marié et père de deux enfants, mais qu'il a déjà abusé de la crédulité d'autres femmes. Lucy a le cœur brisé et retourne passer le reste de sa vie au cottage avec la seule compagnie de Martha. Le succès du livre permet à Lucy d’acheter la maison.
Une dizaine d'années plus tard, Anna rend visite à sa mère avec son fiancé, un lieutenant de marine, et révèle à Lucy ce qu'elle savait du capitaine Gregg et de Miles Fairley, ravivant chez sa mère des souvenirs confus.
Lucy traverse une vie longue et paisible recluse dans sa maison. Elle meurt paisiblement, âgée, en buvant un verre de lait dans son fauteuil. Daniel Gregg lui apparaît alors ; il lui tend la main et tous deux sortent en fantômes de la maison aussi jeunes l’un que l’autre et s'évanouissent dans la brume.

## Fiche technique
- Titre original : The Ghost and Mrs. Muir
- Titre français : L'Aventure de Mme Muir
- Réalisation : Joseph L. Mankiewicz
- Scénario : Philip Dunne et Joseph L. Mankiewicz, d'après le roman de R. A. Dick, Madame Muir et le Fantôme (The Ghost and Mrs. Muir)
- Direction artistique : George W. Davis et Richard Day
- Décors : Thomas Little et Stuart A. Reiss
- Costumes : Eleanor Behm, Oleg Cassini, Charles Le Maire
- Photographie : Charles Lang
- Montage : Dorothy Spencer
- Musique : Bernard Herrmann
- Production : Fred Kohlmar
- Société de production : Twentieth Century Fox
- Budget : 1,96 million de dollars
- Pays d'origine :  États-Unis
- Langue originale : anglais
- Format : noir et blanc – 35 mm – 1,37:1 – mono (Western Electric Recording)
- Genre : fantastique, romance
- Durée : 104 minutes
- Dates de sortie :
  - États-Unis : 26 juin 1947
  - France : 26 mai 1948[1]

## Distribution

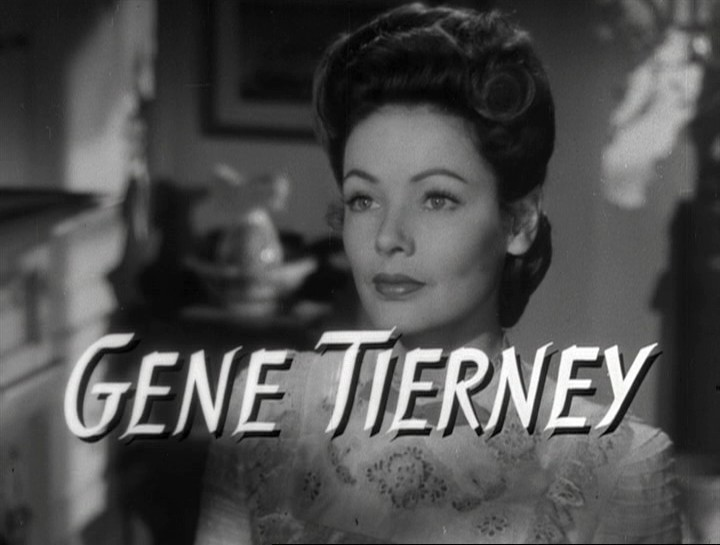
Mme Muir.

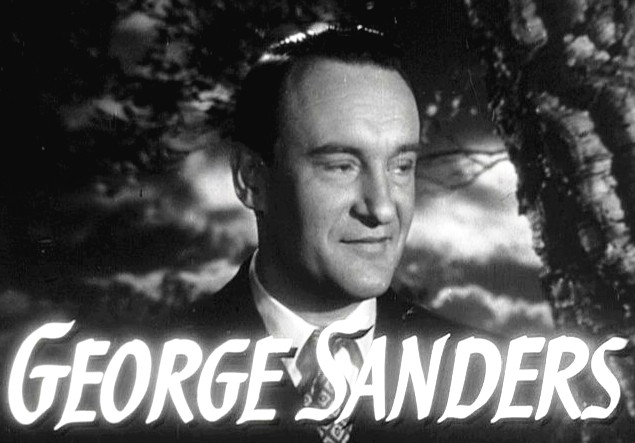
Fairley.

- Gene Tierney (VF : Françoise Gaudray) : Lucy Muir
- Rex Harrison (VF : Jean-François Laley) : le capitaine Daniel Gregg
- George Sanders (VF : Richard Francœur) : Miles Fairley, surnommé Oncle Neddy
- Edna Best (VF : Cécile Dylma) : Martha Huggins
- Natalie Wood : Anna Muir enfant, la fille de Lucy
- Vanessa Brown (VF : Colette Adam) : Anna Muir adulte
- Anna Lee (VF : Raymonde Allain) : Mme Miles Fairley
- Robert Coote (VF : Gérard Férat) : M. Coombe
- Isobel Elsom : Angelica, la belle-mère de Lucy
- Victoria Horne : Eva, la belle-sœur de Lucy

Acteurs non crédités :
- Helen Freeman : l'auteur éconduite chez l'éditeur
- Stuart Holmes : le passager refoulé du compartiment de train
- Whitford Kane : M. Sproule, l'éditeur londonien
- Houseley Stevenson : un jardinier

## Accueil

### Distinction
- Oscars 1948 : nomination à l'Oscar de la meilleure photographie noir et blanc pour Charles Lang

### Avis critique
« L'un des plus beaux films sur les fantômes, d'une qualité poétique extraordinaire. On marche de bout en bout dans cette merveilleuse histoire jouée à la perfection, drôle et émouvante, romantique à souhait et que sert parfaitement la musique, éblouissante, de Bernard Herrmann. ».

— Jean Tulard

## Production
Le scénario est adapté du roman The Ghost and Mrs. Muir (Madame Muir et le fantôme) écrit en 1945 par la Britannique R. A. Dick (pseudonyme de Josephine Leslie). Le livre est devenu un classique au Royaume-Uni.
Le tournage s'est déroulé du 29 novembre 1946 au 13 février 1947 à Carmel-by-the-Sea et Palos Verdes, sur la côte pacifique en Californie.

## Citations
« L'Aventure de Mme Muir était une pure romance et le souvenir le plus marquant que j’en garde est celui de Rex Harrison faisant ses adieux à la veuve (Gene Tierney). Il exprime le regret de la vie merveilleuse qu’ils auraient pu connaître ensemble. Il y a le vent, il y a la mer, il y a la quête de quelque chose d’autre… Et les déceptions que l’on rencontre. Ce sont là des sentiments que j’ai toujours voulu transmettre, et je crois bien qu’on en trouve trace dans presque tous mes films, comédies ou drames, de Chaînes conjugales à Ève, en passant par La porte s'ouvre. »

— Jacques Bontemps et Richard Overstreet, « Mesure pour mesure : Entretien avec Joseph L. Mankiewicz », Les Cahiers du cinéma, no 178, mai 1966.

## À noter
- Le film de Mankiewicz a fait l'objet d'un remake sous forme de feuilleton télévisé en 50 épisodes de 30 minutes, intitulé Madame et son fantôme (The Ghost and Mrs. Muir) avec Edward Mulhare et Hope Lange, initialement diffusé entre 1968  et 1970.
- En 1947, il avait déjà été adapté pour la radio (Lux Radio Theatre) avec Charles Boyer et Madeleine Carroll.
- Dans de nombreuses scènes du film de Mankiewicz, Anna, jouée par Natalie Wood enfant, apparaît en compagnie d'un chien ; juste après, l'actrice jouera dans Jenny et son chien.

### Présence du fantôme de Daniel
- Le portrait du capitaine Daniel Gregg a été exécuté par le peintre britannique John George Vogel[4].
- À l'exception d'un court moment, aucun effet spécial n'est utilisé pour représenter Daniel : Rex Harrison est présent normalement à l'écran, les différents acteurs se contentant d'éviter de le toucher et de feindre ne pas le voir le cas échéant.

### Décors
- Bien que filmés en Californie, les décors évoquent très fortement la Grande-Bretagne.
- Lors des scènes en extérieur, il y a de brusques passages, très visibles, en mode « acteurs jouant en studio devant une projection sur écran du décor ».

### Faiblesses
- Dans la version avec le son original et les sous-titres français, tout n'est pas traduit, faisant rater aux non-anglophones de nombreux détails importants pour la cohérence des dialogues et l'humour.
- Daniel étant réputé omniscient, il aurait logiquement dû savoir que Miles était déjà marié, avant de le recommander à Lucy.

## Éditions du roman en français
Le roman original a été publié plusieurs fois en français :
- Madame Muir et le Fantôme, trad. Michel Le Houbie, éditions Diderot, Paris, 1946.
- Madame Muir et le Fantôme, trad. Lucien-René Dauven, Bibliothèque de l’Évasion, L'Atlante, Nantes 1989  (ISBN 2905158085).
- Le Fantôme de Mrs. Muir, trad. Lucien-René Dauven, coll. Domaine étranger no 2645, 10/18, Paris, 1995  (ISBN 2264022574).